# Nasr (divindade)
Nasr (árabe: نسر  "Abutre") é mencionado no Alcorão (71:23) como uma divindade da época do profeta Noé.